# Liste der Pfarren im Dekanat Rein
Das Dekanat Rein war bis 2018 ein Dekanat der römisch-katholischen Diözese Graz-Seckau und liegt heute im Seelsorgsraum „Steiermark Mitte“.

## Liste der Pfarren im ehemaligen Dekanat Rein mit Kirchengebäuden und Kapellen
| Pfarre                          | Pfarrverband                                                                                 | Patrozinium                | Kirchengebäude | Bild                         |
| ------------------------------- | -------------------------------------------------------------------------------------------- | -------------------------- | --- | ---------------------------- |
| Deutschfeistritz                | Übelbach – Deutschfeistritz                                                                  | Hl. Martin                 | Pfarrkirche Deutschfeistritz Filialkirche Peggau, Benefiziatenkirche im Schloss Waldstein | Pfarrkirche Deutschfeistritz |
| Frohnleiten                     |                                                                                              | Mariä Himmelfahrt          | Stadtpfarrkirche Frohnleiten | Stadtpfarrkirche Frohnleiten |
| Gratkorn                        | Gratkorn – Semriach                                                                          | Hl. Stefan                 | Pfarrkirche Gratkorn | Pfarrkirche Gratkorn         |
| Gratwein                        | Gratwein – Maria Straßengel – Rein                                                           | Hl. Rupert                 | Pfarrkirche Gratwein Wallfahrtskirche Maria Straßengel | Pfarrkirche Gratwein         |
| Rein                            | Gratwein – Maria Straßengel – Rein                                                           | Mariä Himmelfahrt          | Stiftskirche Rein Filialkirche St. Ulrich auf dem Ulrichsberg, Messkapelle Maria, Königin des Friedens (Marienkapelle im Zisterzienserstift Rein), Messkapelle Schmerzhafte Mutter auf dem Kalvarienberg, Messkapelle St. Josef im Hause der Barmherzigen Schwestern vom hl. Kreuze, Messkapelle Hlgst. Herz Jesu im LKH Enzenbach | Stiftskirche Rein            |
| Semriach                        | Gratkorn – Semriach                                                                          | Hl. Ägidius                | Pfarrkirche Semriach | Pfarrkirche Semriach         |
| Sankt Bartholomä an der Lieboch | St. Bartholomä an der Lieboch – St. Oswald bei Plankenwarth – Hitzendorf (Dekanat Graz-Land) | Hl. Bartholomäus           | Pfarrkirche Sankt Bartholomä an der Lieboch Alte Kirche (Sankt Bartholomä) | Pfarrkirche Lieboch          |
| Sankt Oswald bei Plankenwarth   | St. Bartholomä an der Lieboch – St. Oswald bei Plankenwarth – Hitzendorf (Dekanat Graz-Land) | Hl. Oswald                 | Pfarrkirche St. Oswald bei Plankenwarth | Pfarrkirche St. Oswald       |
| Sankt Pankrazen                 | Stiwoll – St. Pankrazen                                                                      | Hl. Pankratius             | Pfarrkirche Sankt Pankrazen Kapelle Hl. Anna im Friedhof | Pfarrkirche St. Pankrazen    |
| Stiwoll                         | Stiwoll – St. Pankrazen                                                                      | Hll. Philippus und Jakobus | Pfarrkirche Stiwoll | Pfarrkirche Stiwoll          |
| Stübing                         |                                                                                              | Hl. Anna                   | Pfarrkirche Stübing | Pfarrkirche Stübing          |
| Übelbach                        | Übelbach – Deutschfeistritz                                                                  | Hl. Laurentius             | Pfarrkirche Übelbach | Pfarrkirche Übelbach         |

## Dekanat Rein
Das Dekanat umfasste zwölf Pfarren.

## Dechanten
- bis 2018 Paulus Kamper OCist, Pfarrer von St. Bartholomä an der Lieboch, Hitzendorf und St. Oswald bei Plankenwarth